# Takahiro Masukawa
Takahiro Masukawa (jap. 増川 隆洋 Masukawa Takahiro; ur. 8 listopada 1979) – japoński piłkarz występujący na pozycji obrońcy. Obecnie występuje w Hokkaido Consadole Sapporo.

## Kariera klubowa
Od 2003 roku występował w klubach Avispa Fukuoka, Nagoya Grampus, Vissel Kobe i Hokkaido Consadole Sapporo.